# Oxyopes ramosus
Oxyopes ramosus là một loài nhện trong họ (Oxyopidae). Con cái dài 6–10 mm, con đực dài 6 mm. Nó có màu nâu đỏ với hoa văn màu be và trắng. Những con đực có ít màu nâu, màu xám hơn. Các chân có nhiều gai dài. Mai tăng mạnh. Không giống như hầu hết các loài nhện, loài nhện này có cặp mắt nhiều màu sắc lộng lẫy. Chúng sinh sống trên cây thông, cây thạch nam và thảm thực vật thấp khác khu vực Tây Palearctic.